# Beate Klarsfeld
Beate Klarsfeld (nascuda Beate Auguste Künzel el 13 de febrer de 1939 a Berlín, Alemanya) és una periodista francoalemanya que s'ha fet famosa per la seua dedicació a la cacera de criminals nazis juntament amb el seu marit l'escriptor, historiador i advocat Serge Klarsfeld. És la mare de l'advocat i polític francoisraelià Arno Klarsfeld.
El 2012, el partit alemany Die Linke, va proposar-la davant l'Assemblea federal d'Alemanya com a president federal alemany contra Joachim Gauck. Va obtenir 126 vots contra 991 per a Gauck.

## Activisme polític
Beate esdevingué famosa a Alemanya el 1968 arran del mastegot que va ventar al canceller Kurt Georg Kiesinger, el qual havia format part del moviment nazi. Amb el seu marit ha permès la captura de nombrosos criminals de guerra nazis com Kurt Lischka, Alois Brunner, Klaus Barbie, Ernst Ehlers i Kurt Asche.